# El Carnaval de la Apatilla
El carnaval de la apatilla —estilizado como eL cARNAVAL dE lA apATíLLA— es el álbum de estudio debut del grupo colombiano de rock mestizo Doctor Krápula. Se publicó en el año 2002.

## Lista de canciones
| N.º   | Título                                           | Duración |  |
| 1.    | «Levantamuertos»                                 | 2:37     |  |
| 2.    | «La verdad del payaso»                           | 4:04     |  |
| 3.    | «El mango»                                       | 3:53     |  |
| 4.    | «El hombre gris»                                 | 3:44     |  |
| 5.    | «Ella sabe quien es»                             | 4:13     |  |
| 6.    | «Arracacha's song on the sea»                    | 0:45     |  |
| 7.    | «Canción de mora»                                | 2:26     |  |
| 8.    | «Jupiter's chontaduros song on the milky galaxy» | 0:48     |  |
| 9.    | «El marciano»                                    | 3:26     |  |
| 10.   | «Esporangio cerebral»                            | 3:53     |  |
| 11.   | «Carola»                                         | 4:24     |  |
| 12.   | «Mandarina and the martinis drinkers»            | 2:16     |  |
| 13.   | «Laberinto»                                      | 2:18     |  |
| 14.   | «Juanahabana»                                    | 7:30     |  |
| 15.   | «Carola (Radio Version)»                         | 4:07     |  |
| 50:25 |                                                  |          |  |